# Ravage (film, 2025)
Pour les articles homonymes, voir Ravage et Havoc.
Pour plus de détails, voir Fiche technique et Distribution.
Ravage (Havoc) est un film américano-britannique réalisé par Gareth Evans et sorti en 2025 sur Netflix.

## Synopsis
Après une affaire de trafic de stupéfiants qui a mal tourné, un policier va tenter de sauver le fils d'un homme politique. Il va devoir évoluer dans une ville profondément corrompue.

## Fiche technique
Sauf indication contraire, les informations mentionnées dans cette section peuvent être confirmées par la base de données cinématographiques IMDb,  présente dans la section « Liens externes ».
- Titre original : Havoc
- Titre français : Ravage
- Réalisation et scénario : Gareth Evans
- Musique : Aria Prayogi
- Direction artistique : Sam Stokes
- Décors : Rahil Abbas
- Costumes : Sian Jenkins
- Photographie : Matt Flannery
- Montage : Sara Jones
- Production : Gareth Evans, Tom Hardy, Ed Talfan et Aram Tertzakian
- Sociétés de production : One More One Production, Severn Screen et XYZ Films
- Société de distribution : Netflix
- Budget : n/a
- Pays de production :  États-Unis,  Royaume-Uni
- Langue originale : anglais
- Format : couleur
- Genre : action, policier et thriller
- Durée : 107 minutes
- Date de sortie : 25 avril 2025 (sur Netflix)[2]

## Distribution
- Tom Hardy (VF : Jérémie Covillault) : Walker
- Forest Whitaker (VF : Thierry Desroses) : Lawrence
- Timothy Olyphant (VF : Anatole de Bodinat) : Vincent
- Justin Cornwell (en) : Charlie
- Jessie Mei Li (VF : Emmylou Homs) : Ellie
- Yeo Yann Yann : la mère de Tsui
- Quelin Sepulveda (VF : Joséphine Ropion) : Mia
- Luis Guzmán (VF : Marc Saez) : Raul
- Sunny Pang (VF : Olivier Chauvel) : Ching
- Michelle Waterson : Assassin
- Xelia Mendes-Jones (VF : Yann Abiven) : Johnny

 Source et légende : version française (VF) sur RS Doublage

## Production

### Genèse et développement
En février 2021, il est annoncé que Gareth Evans va réaliser un film, dont il est également le scénariste, dans le cadre de son contrat exclusif avec Netflix. Il est précisé qu'il produira également le film avec Tom Hardy et Ed Talfan de Severn Screen et Aram Tertzakian de XYZ Films.
Tom Hardy est ensuite annoncé dans le rôle principal. Il est rejoint par Forest Whitaker. En juin 2021, Timothy Olyphant, Justin Cornwell, Jessie Mei Li, Yeo Yann Yann, Luis Guzmán ou encore Michelle Waterson sont ensuite annoncés.

### Tournage
Le tournage a débuté le 8 juillet 2021 à Cardiff au pays de Galles et s’est terminé en octobre 2021. Le film est présenté comme « l'un des plus grands films jamais produits au Pays de Galles »,.
Finalement, après des retours négatifs de la part de Netflix, des reshoots sont décidés pour modifier le film. Ces prises de vues supplémentaires s'achèvent fin juillet 2024.

## Sortie
En novembre 2024, il est annoncé que le film sortira courant 2025 sur Netflix.